# Аваруа
Авару́а (англ. Avarua) — місто на півночі острова Раротонга, столиця держави Острови Кука, держави у вільній асоціації з Новою Зеландією.
Населення Аваруа становить 5,445 тис. жителів (2006), що становить трохи менше половини усього населення Островів Кука.
Аваруа — порт, звідки здійснюється вивезення копри, перлин і фруктів.
В місті також є університет і бібліотека, а поблизу міста розташований аеропорт.
У лютому 2005 року тропічний тихоокеанський циклон завдав місту значної шкоди.

## Клімат
Місто знаходиться у зоні, котра характеризується вологим тропічним кліматом. Найтепліший місяць — лютий із середньою температурою 26.7 °C (80 °F). Найхолодніший місяць — червень, із середньою температурою 22.8 °С (73 °F).
| Клімат Аваруа           | Клімат Аваруа | Клімат Аваруа | Клімат Аваруа | Клімат Аваруа | Клімат Аваруа | Клімат Аваруа | Клімат Аваруа | Клімат Аваруа | Клімат Аваруа | Клімат Аваруа | Клімат Аваруа | Клімат Аваруа | Клімат Аваруа |
| Показник                | Січ.          | Лют.          | Бер.          | Квіт.         | Трав.         | Черв.         | Лип.          | Серп.         | Вер.          | Жовт.         | Лист.         | Груд.         | Рік           |
| Середній максимум, °C   | 27,8          | 28,9          | 28,9          | 27,8          | 27,2          | 26,1          | 25            | 25            | 25            | 26,1          | 27,2          | 27,2          | 26,9          |
| Середня температура, °C | 26,1          | 26,7          | 26,7          | 25,6          | 24,4          | 22,8          | 22,8          | 22,8          | 22,8          | 23,3          | 24,4          | 25            | 24,4          |
| Середній мінімум, °C    | 23,9          | 23,9          | 23,9          | 22,8          | 22,2          | 20            | 20            | 20            | 20            | 21,1          | 22,2          | 22,8          | 21,9          |
| Норма опадів, мм        | 190           | 190           | 190           | 170           | 140           | 80            | 60            | 70            | 80            | 80            | 130           | 160           | 1540          |
| Днів з опадами          | 19            | 17            | 19            | 18            | 17            | 16            | 15            | 15            | 15            | 15            | 14            | 17            | 197           |
| Вологість повітря, %    | 85            | 85            | 85            | 85            | 85            | 80            | 80            | 80            | 80            | 80            | 80            | 85            | 82.5          |
| ----------------------- | ------------- | ------------- | ------------- | ------------- | ------------- | ------------- | ------------- | ------------- | ------------- | ------------- | ------------- | ------------- | ------------- |
| Джерело: Weatherbase    |               |               |               |               |               |               |               |               |               |               |               |               |               |